# Polycentropus santateresae
Polycentropus santateresae – gatunek chruścika z rodziny przyocznicowatych i podrodziny Polycentropodinae.
Gatunek ten opisany został po raz pierwszy w 2011 roku przez Stevena W. Hamiltona i Ralpha W. Holzenthala na łamach „ZooKeys”. Jako lokalizację typową wskazano Fazendę Santa Clara w gminie Santa Teresa w brazylijskim stanie Espírito Santo.
Chruścik o ciemnobrązowym do czarnego ciele i brązowych odnóżach. Skrzydło przednie osiąga od 5,5 do 6,5 mm długości. Ubarwienie skrzydła jest czarne, bez łatek z jaśniejszych szczecinek. Odwłok samca ma prawie trójkątne w widoku bocznym, a widoku brzusznym trapezowate z bardzo słabo przewężonymi pośrodku bokami oraz słabo wklęśniętym brzegiem tylnym dziewiąte sternum. Nieco krótsza niż wysokość odwłoka, lekko zakrzywiona dobrzusznie przysadka pośrednia ma niezmodyfikowaną podstawę. Przysadka preanalna ma krótki, od spodu opatrzony wypustką i u szczytu zaokrąglony wyrostek mezolateralny, u podstawy szeroko połączony z grzbietową częścią doogonowo skierowanego i palcowatego wyrostka mezowentralnego tejże przysadki. Przysadka dolna jest w widoku brzusznym kwadratowa i opatrzona wydatnym, zaostrzonym kolcem kaudalnomezalnym, a w widoku bocznym krótka, kwadratowa, o dość wysokiej, prostej u góry flance grzbietowo-bocznej oraz szerokim, tępym i nasadowo umieszczonym kolcu mezowentralnym. Krótka fallobaza ma wąski wyrostek wierzchołkowo-brzuszny o jednym szczycie, wąski w widoku grzbietowym skleryt fallotremy oraz wąskie pasmo zesklerotyzowane endoteki. Y-kształtny skleryt subfalliczny ma szerokie wypustki boczne nóżki i długie ramiona.
Owad neotropikalny, endemiczny dla Brazylii.